# Vereinigung sozialistischer Schriftsteller
Die Vereinigung sozialistischer Schriftsteller (VsS), gegründet 1933, war ein der Sozialdemokratischen Arbeiterpartei nahestehender, antifaschistischer Schriftstellerverband in Österreich.

## Geschichte
Etwa eine Woche vor der „Machtergreifung“ der Nationalsozialisten in Deutschland versammelten sich am 22. Jänner 1933 in Wien Autoren, um die Vereinigung sozialistischer Schriftsteller zu gründen. Fritz Brügel, Rudolf Brunngraber, Theodor Kramer und Josef Luitpold Stern hatten den neuen Verein bei den zuständigen Behörden angemeldet. Die Zielsetzung lautete: „Der Verein hat den Zweck, alle Schriftsteller, deren Weltanschauung der Sozialismus ist, zur geistigen und materiellen Förderung ihrer Arbeit zu sammeln und die Zusammenarbeit mit gleichartigen künstlerischen Vereinigungen herbeizuführen“. Der erste Obmann war Josef Luitpold Stern. Die sozialistischen Schriftsteller veröffentlichten zahlreiche Beiträge in der sozialdemokratischen Presse, so in der Arbeiter-Zeitung. Man organisierte regelmäßig Vorträge, Diskussionsveranstaltungen und Lesungen.
Die Vereinigung sah sich als Sprecherin für die vom Faschismus unterdrückte und verfolgte Literatur. Es wurden antifaschistische deutsche Schriftsteller unterstützt, die vor dem Nazi-Terror nach Österreich geflüchtet waren. Manche von ihnen wurden Mitglieder der Vereinigung, wie Oskar Maria Graf, Jakob Haringer und Hermynia zur Mühlen.
Am 2. März 1934 erfolgte durch Bescheid des Sicherheitskommissärs des Bundes für Wien die zwangsweise Auflösung der Vereinigung. Viele Mitglieder der Vereinigung gingen 1934 oder 1938 ins Exil, von denen die blieben, wurden viele von den Nationalsozialisten ermordet, so Adele Jellinek, Benedikt Fantner, Else Feldmann, Käthe Leichter, Walter Lindenbaum, Thekla Merwin, Heinrich Steinitz, Adolf Unger.
Im Juli 1946 konstituierte sich die Arbeitsgemeinschaft sozialistischer Journalisten und Schriftsteller Österreichs. Am 19. September 1948 wurde in Folge die Vereinigung sozialistischer Journalisten und Schriftsteller Österreichs als Fachverband des BSA (heute Bundesfachgruppe Medienberufe) gegründet.
Herbert Exenberger hat viele Jahre lang Unterlagen und Dokumente zur Vereinigung gesammelt und viel zum Thema publiziert. Seine Sammlung wurde 2013 EDV-mäßig und archivalisch von Brigitte Lehmann und Alexander Emanuely aufgearbeitet. Sie umfasst Materialien zur Geschichte der Vereinigung, zu ihren 55 Mitgliedern und zu weiteren Schriftstellern aus deren Umfeld. Das Material ist im Internet auf der Seite der Theodor Kramer Gesellschaft frei zugänglich.

## Mitglieder
- Alfred Apsler
- David Josef Bach
- Fritz Bartl
- Klara Blum
- Fritz Brügel (Gründungsmitglied)
- Rudolf Brunngraber (Gründungsmitglied)
- Robert Ehrenzweig
- Benedikt Fantner
- Else Feldmann
- Theodor Feldmann
- Ernst Fischer
- Laurenz Genner
- Oskar Maria Graf
- Hans Haidenbauer
- Jakob Haringer
- Friedrich Hillegeist
- Heinrich Holek
- Marie Jahoda
- Adele Jellinek
- Paul Keri
- Julius Klanfer
- Otto Koenig
- Lili Körber
- Theodor Kramer (Gründungsmitglied)
- Käthe Leichter
- Hans Leifhelm
- Walter Lindenbaum
- Schiller Marmorek
- Thekla Merwin
- Willy Miksch
- Gerda Morberger
- Maria Neuhauser-Loibl
- Anton Pariser
- Josef Pechacek
- Margarete Petrides
- Lotte Pirker
- Marianne Pollak
- Stefan Pollatschek
- Alois Roßmanith
- Hedwig Rossi
- Karl Schneller
- Hugo Sonnenschein
- Otto Soyka
- Heinrich Steinitz
- Josef Luitpold Stern (Gründungsmitglied, Obmann)
- Isa Strasser
- Franz Trescher
- Adolf Unger
- Richard Robert Wagner
- Ernst Waldinger
- Alfred Weintraub (Alfred Werner)
- Max Winter
- Hans Winterl
- Edwin Zellweker
- Hermynia zur Mühlen